# Elise Aun
Elise Rosalie Aun, 1903-tól használt neve: Elise Raup (Valgjärve, 1863. június 15. – Tallinn, 1932. június 2.) észt írónő.

## Élete
Gyermekkorát Setumaa városában töltötte. 1890-ben Lilli Suburg meghívására Viljandiba ment, ahol az első észt női magazin, a Linda (megjelent: 1887-1905) szerkesztőbizottságának tagja lett. Fél év után otthagyta a szerkesztőséget, s előbb egy rigai kórházban dolgozott, majd Kronstadtban lett nevelő, ezután Pärnuban könyvesbolti dolgozó. 1898 és 1900 közt ismét a Linda szerkesztőségében tevékenykedett, a lapot ekkor Hendrik Prants és Anton Jürgenstein vezették.
Ezt követően sikettanári képzésben vett részt, majd egy pärnui ruhaüzletben lett pénztáros. 1902-ben mint könyvkereskedő dolgozott Tallinnban. 1903-ban feleségül ment Friedrich Raup tanárhoz (1859-1942), férjével egy ideig Uljanovszkban élt (1907-1908). 1910-ben tért vissza Tallinnba.
1885-től jelentek meg költeményei különböző lapokban. 1888-ban megjelent első önálló kötete után a kritika gyorsan Lydia Koidula utódjának kiáltotta ki. Ebben közrejátszott az is, hogy mindössze 13 éven belül (1888-1901) öt verseskötete jelent meg. Sok versére az otthon utáni vágy leírása jellemző, így abban különbözik a hagyományos értelemben vett hazafias költészettől, hogy az alkotásokban a nemzet mint fogalom alig jelenik meg. 
Aun költészete bensőségesebb, elégikus, szinte komor, időnként pesszimista. Mindezek ellenére munkáit pozitívan fogadták, ez részben az általa követett független költészeti irányvonalnak köszönhető. A versek mellett novellákat is írt, s mint fordító is tevékenykedett. Származása miatt egy ideig az Eesti neiu Setumaalt (Az észt lány Satumaa-ból) álnevet használta. Munkássága mára többé-kevésbé feledésbe merült az észt irodalomtörténetben, de jól jelzi az átmenetet a 19. századból a 20. századba.

## Válogatott munkái

### Verseskötetek
- Kibuvitsa õied (Tartu: Laakmann 1888)
- Laane linnuke (Tartu: K.A. Hermann 1889)
- Metsalilled (Tartu: K.A. Hermann 1890)
- Kibuvitsa õied II (Tartu: Laakmann 1895)
- Kibuvitsa õied III (Tartu: 1901)

### Próza, szépirodalom és fordítások
- Armastuse võit (Pärnu: Dreimann 1896)
- Viisakad kombed (Pärnu: Dreimann 1896)
- Tosin jutukesi (Sööt 1898)
- Kasuline Köögi ja Söögi raamat (Weissenstein: 1900)

## Fordítás
- Ez a szócikk részben vagy egészben  az   Elise Aun című német Wikipédia-szócikk ezen változatának fordításán alapul.  Az eredeti cikk szerkesztőit annak laptörténete sorolja fel. Ez a jelzés csupán a megfogalmazás eredetét és a szerzői jogokat jelzi, nem szolgál a cikkben szereplő információk forrásmegjelöléseként.